# Лауриакум
Лауриакум (лат. Lauriacum) — поселение римского времени неподалеку впадения реки Энс в Дунай (Верхняя Австрия). Исторический предшественник города Энс.

## Этимология
Название имеет кельтское происхождение. Возможно, название происходит от имени человека — вождя или первопоселенца и переводится как «среди жителей Лауриоса», «у людей Лауриоса». Однако других поселений доримского времени у устья Энс не идентифицированы. Другое возможное объяснение — от местной реки Лаура.

## История

### Римская эра
В 200 г. н. э. у форта над Эннами, где находилось небольшое римское поселение, после оставления старого участка в Альбинге, II Италийский легион построил лагерь легионов, в течение последующих 400 лет своей оккупации в качестве штаб-квартиры и рядом с Вирунумом (В районе сегодняшнего Цолльфельд у Мария-Заль) и Овилава (Вельс) как административный центр римской провинции Норик. Легионерский лагерь был впоследствии также частью укреплений Лимы и, вероятно, с III по V век непрерывно был занят римскими войсками. На севере и юго-западе было обширное гражданское поселение, которое, вероятно, было возведено в муниципалитет в начале III века и поднялось на епископское кресло северного Норика в V веке, что до сих пор было лишь исторически доказанным. Могильные поля также можно было найти в многочисленных местах внутри и за пределами зоны расселения.
В поздний период он стал базой для флота патрульных лодок и местом для производства щитов. После оставления границы в Норике и Рахетии в результате распада Западной Римской империи Лауриакум вновь сыграл исторически важную роль в эвакуации римского населения Северином из Норика.
В средние века и в наше время основную массу древнего строительного материала разобрали для добычи каменного материала для использования в различных строительных и сельскохозяйственных работах, также разрушила эрозии. Останки, сегодняшней церкви Святого Лаврентия, являются наиболее хорошо сохранившимися свидетельствами древнего и раннего средневековья.

## Средневековье
В средние века округ был отдельным поселением, сегодня входит в состав города Энс. Город возник из римского города Лауриакум, названного по имени Святого Лаврентия.
Лауриакум был упомянут в документе позднеримской эпохи Notitia Dignitatum «Vita Sancti Severini» и «Lauriacensis scutaria» (фабриканта).
В 1960—1966 годы были произведены археологические раскопки для вскрытия стен римских предшественников (датируемых 180 годом н. э.). Также была раскопана была первая христианская церковь (4-5 век) и другие церковные постройки первого тысячелетия. Нынешняя городская церковь является готической и была построена примерно в 1300 году.

## Археология
После завершения археологических работ в 1966 году Сен-Лоренц быстро получил признание:
- 1968 год — новое обследование городской приходской церкви
- 1968 год — обследование первой титульной архиепископии Центральной Европы; Первым титулярным архиепископом Лауриакума был Джироламо Пригион, бывший нунций в Гватемале, Сальвадоре и Мексике.
- 1970 год — восхождение на малую базилику Папы Римского Павла VI.
- 1988 год — визит Папы Иоанна Павла II, который вместе с тысячами верующих совершил богослужение в базилике Лорхер.

## Епархия Лауриакум
Лауриакум — это титульный престол Римско-Католической Церкви,, собор был расположен в центре района Лорх в городе Энс.
Древний диоцез, возможно, был несколько структурированной миссионерской миссией, основанным Аквилеей и переселившейся в Лимес с переселением столицы Норика из Теурнии (в Каринтии, епархия Тибурнии) в Овилаву (Вельс). В суматохе переселения народов он был оставлен римлянами в 488 году, и не был заселён Байером и Иро-шотландскими миссионерами в епархиях Зальцбурга и епархии Пассау.

## Известные епископы
- Максимилиан Селейский (около 284 г.), первый епископ по преданию
- Констанций Лориак (5 в.), Глава муниципалитета Энс, упоминается в Vita Severini.
- Апостольский нунций Джироламо Приджоне, Апостольский проповедник, делегат апостольской церкви (1968—2016)
- Анджей Йозович Апостольский нунций (2017 — по настоящее время)

## Фальшивки Лорхера
Так называемые подделки Лорхера, также известные как « Пилигримские подделки», были попыткой Пилигрима из Пассау заявить о том, что Епархия Пассау является законным преемником епархии Лауриакум.
В базилике Святого Лорана находится негабаритная картина (8х5 м), датируемая 1728 годом, которую епископы называют фальсификациям Лорхера.